# Almas Uteshov
Almas Uteshov (en kazajo: Алмаз Өтешов; Yekbindy, 30 de marzo de 1988) es un deportista kazajo que compitió en halterofilia. Ganó una medalla de plata en el Campeonato Mundial de Halterofilia de 2013, en la categoría de 94 kg.

## Palmarés internacional
| Campeonato Mundial | Campeonato Mundial       | Campeonato Mundial | Campeonato Mundial |
| Año                | Lugar                    | Medalla            | Categoría          |
| ------------------ | ------------------------ | ------------------ | ------------------ |
| 2013               | Breslavia (Polonia)      | Medalla de plata   | 94 kg              |
| 2015               | Houston (Estados Unidos) | DSC                | 94 kg              |